# Alexandre O. Philippe
Alexandre O. Philippe és un director de cinema suís estatunidenc les pel·lícules del qual inclouen els documentals Doc of the Dead, The People vs. George Lucas, i 78/52. Philippe és director creatiu i copropietari de Cinema Vertige, amb seu a Denver, i el seu treball més recent per encàrrec per al La ciutat de Denver va obtenir quatre premis Heartland Emmy.

## Carrera
Phillippe va rebre un MFA en escriptura dramàtica per la Tisch School of the Arts de la New York University. Ha dirigit diversos curtmetratges narratius i documentals, com ara Left, the Spot i Inside, que es van projectar en més de 70 festivals internacionals de cinema, i van guanyar diversos premis. Left va ser la primera pel·lícula que s'ha gravat, editat i mesclat a 192 kHz/24 bits per al procés de codificació sense pèrdues de Dolby en tecnologia de so envoltant TrueHD 5.1, i va ser honrada per la Fundació Akira Kurosawa al Japó. The People vs. George Lucas va ser el seu tercer llargmetratge documental, després de Chick Flick (sobre Mike the Headless Chicken) i Earthlings, un examen del fenomen lingüístic klíngon. També va ser director de la segona unitat a When the Dragon Swallowed the Sun de Dirk Simon, que es va estrenar al Festival Internacional de Cinema de Santa Barbara de 2010, i va guanyar tres Movie Maverick Awards.
El documental de Phillippe del 2017 78/52 deconstrueix l'infame escena de la dutxa del director Alfred Hitchcock a Psisoci. El crític de cinema Owen Gleiberman de Variety va comentar que "78/52 se centra en una anàlisi de prop de l'escena de la dutxa que és alhora delirant i definitiva, la pel·lícula també és una meditació cinematogràfica que inclou una gran quantitat d'anècdotes fantàstiques sobre la creació de l'obra mestra de Hitchcock." El documental inclou entrevistes als actors Elijah Wood i Jamie Lee Curtis (filla de l'estrella Janet Leigh ), Osgood Perkins (fill d'Anthony Perkins), directors Peter Bogdanovich, Guillermo del Toro, Eli Roth, Karyn Kusama, els editors de pel·lícules Walter Murch, Chris Innis, Bob Murawski i Marli Renfro (doble corporal per a Janet Leigh). El títol fa referència al nombre de muntatges de l'escena i al nombre de talls, cadascun disseccionat i analitzat per historiadors i entusiastes del cinema. Kenneth Turan del Los Angeles Times va ressenyar la pel·lícula, expressant que és "obsessiva però accessible, la immersió més profunda que es pugui imaginar en una de les escenes més celebrades de la història del cinema, el documental 78/52 analitza uns breus tres minuts de cinema de la manera no s'ha mirat mai abans." Va participar en la secció oficial del L Festival Internacional de Cinema Fantàstic de Catalunya, on va guanyar el Premi Panorama Documenta.

## Filmografia
- 2003: Chick Flick: The Miracle Mike Story (documental)
- 2004: Earthlings: Ugly Bags of Mostly Water (documental)
- 2006: Left (Short)
- 2008:  The Spot (curt documental)
- 2009:  Inside (curt)
- 2010: The People vs. George Lucas (documental)
- 2011: The Right to Breathe (curt documental)
- 2012: The Life and Times of Paul the Psychic Octopus (documental)
- 2014: Doc of the Dead (documental)
- 2017: 78/52 (documental) - Distributed by IFC[2]
- 2019: Memory: The Origins of Alien (documental)[8]
- 2020: Leap of Faith: William Friedkin on The Exorcist (documental)[9]
- 2021: The Taking[10]
- 2022: Lynch/Oz (documental)[11]
- 2023: William Shatner: You Can Call Me Bill (documental)[12]
- 2024: Chain Reactions (documental)